# La verità sul tennis
La verità sul tennis è il terzo album studio dei Virginiana Miller, gruppo musicale alternative rock italiano pubblicato nel febbraio 2003.

## Descrizione
Il disco è stato pubblicato dalla Sciopero Records dopo 5 anni di pubblicazioni con l'etichetta indipendente Baracca&Burattini.
Ad anticipare l'album vi è il videoclip di Malvivente diretto da Simone Manetti, che ha per protagonista Giorgio Canali.
Il video è contenuto nel singolo Terrarossa insieme a una reciproca reinterpretazione tra il gruppo e Giorgio Canali: quest'ultimo realizza una cover di Venere Nettuno Belvedere, mentre i Virginiana Miller rivisitano Pesci nell'acqua.
La produzione artistica dell'album è stata affidata ad Amerigo Verardi. Inoltre il disco vanta anche la partecipazione di Francesco Bianconi e Rachele Bastreghi dei Baustelle ai cori.
Francesco Bianconi con Claudio Brasini ha suonato la chitarra elettrica in alcuni brani interpretati da Giada Monteleone e Fabio Cobelli, come Se sei felice, Bella l'estate, Uki Zuki e Tre passi avanti, mentre Rachele Bastreghi ha suonato la tastiera e l'organo Hammond.

## Tracce
Testi e musiche di Virginiana Miller.
1. La verità sul tennis – 3:47
2. Aerosol – 4:07
3. Malvivente – 4:42
4. Rimerende – 3:13
5. La vita illusa – 4:19
6. Un'altra sigla per Harlock – 4:30
7. Turing Machine – 1:49
8. Sesso non protetto – 3:53
9. Telefilm – 3:21
10. 30 – 4:35
11. Abitano la Terra – 4:13
12. Requiem per la RAI – 3:34

Durata totale: 46:03

## Formazione
- Simone Lenzi: voce
- Antonio Bardi: chitarra
- Marco Casini: chitarra
- Daniele Catalucci: basso
- Valerio Griselli: batteria, percussioni
- Giulio Pomponi: tastiere, pianoforte
- Francesco Bianconi: cori
- Rachele Bastreghi: cori